# Tour du Pays basque 1996
La 36e édition du Tour du Pays basque a eu lieu du 8 au 12 avril 1996. La victoire finale est revenue à l'Italien Francesco Casagrande.

## Les étapes
| Étape        | Date     | Villes étapes        | Distance (km) | Vainqueur d'étape    |
| 1re étape    | 8 avril  | Lasarte - Lasarte    | 126           | Laurent Jalabert     |
| 2e étape     | 9 avril  | Lasarte - Galdakao   | 190           | Francesco Casagrande |
| 3e étape     | 10 avril | Galdakao - Vitoria   | 200           | Stefano Zanini       |
| 4e étape     | 11 avril | Vitoria - Lekunberri | 198           | Francesco Frattini   |
| 5e étape (a) | 12 avril | Lekunberri - Orio    | 97            | Neil Stephens        |
| 5e étape (b) | 12 avril | Orio - Venta de Orio | 6.5 (clm)     | Francesco Casagrande |

## Classement final
| Cycliste                 | Pays    | Équipe |    | Temps            |
| ------------------------ | ------- | ------ | -- | ---------------- |
| 1. Francesco Casagrande  | Italie  |        | en | 20 h 50 min 21 s |
| 2. Pascal Hervé          | France  |        | à  | 3 s              |
| 3. Abraham Olano         | Espagne |        |    | 27 s             |
| 4. Mauro Gianetti        | Suisse  |        |    | 31 s             |
| 5. Evgueni Berzin        | Russie  |        |    | 42 s             |
| 6. Jesús Montoya         | Espagne |        |    | 54 s             |
| 7. Stefano Della Santa   | Italie  |        |    | 54 s             |
| 8. Alexander Gontchenkov | Ukraine |        |    | 1 min 02 s       |
| 9. Juan Carlos Domínguez | Espagne |        |    | 1 min 17 s       |
| 10. Davide Rebellin      | Italie  |        |    | 1 min 18 s       |